# Circuit féminin de l'ITF 2022
Pour un article plus général, voir Circuit féminin de l'ITF.
Le circuit féminin de l'ITF 2022 est la saison 2022 du circuit de tennis féminin organisé par l'ITF. Il représente l'échelon inférieur du circuit professionnel derrière le WTA Tour. Les tournois qui le composent sont dotés de 15 000 à 100 000 $ et incluent ou non l'hébergement.

## Faits marquants

### Contexte
Après l'invasion de l'Ukraine par la Russie fin février 2022, les instances dirigeantes internationales du tennis autorisent les joueuses de Russie et de Biélorussie à participer aux tournois, mais pas sous le drapeau de leur pays, jusqu'à nouvel ordre.

## Résultats
| Catégorie | Dotation                  | Points WTA |
| --------- | ------------------------- | ---------- |
| W100      | 100 000 $ ou 100 000 $ +H | 140 / 150  |
| W80       | 80 000 $ ou 80 000 $ +H   | 115 / 130  |
| W60       | 60 000 $ ou 60 000 $ +H   | 80 / 100   |
| W25       | 25 000 $ ou 25 000 $ +H   | 50 / 60    |
| W15       | 15 000 $ ou 15 000 $ +H   | 12 / 25    |

Source: (en) Site officiel de l'ITF Women's World Tour 2022

### Janvier
| Date       | Lieu du tournoi         | Surface      | Dotation | Vainqueur              | Finaliste                   | Score          |
| ---------- | ----------------------- | ------------ | -------- | ---------------------- | --------------------------- | -------------- |
| 3 janvier  | W60+H Traralgon         | Dur (ext.)   | 60 000 $ | Yuan Yue               | Paula Ormaechea             | 6-3, 6-2       |
| 3 janvier  | W60+H Bendigo           | Dur (ext.)   | 60 000 $ | Ysaline Bonaventure    | Victoria Jiménez Kasintseva | 6-3, 6-1       |
| 3 janvier  | W25 Monastir            | Dur (ext.)   | 25 000 $ | Irina Khromacheva      | Arlinda Rushiti             | 1-6, 6-4, 7-5  |
| 3 janvier  | W25 Sarasota            | Terre battue | 25 000 $ | Annulé                 | Annulé                      | Annulé         |
| 3 janvier  | W25 Chiang Rai          | Dur (ext.)   | 25 000 $ | Annulé                 | Annulé                      | Annulé         |
| 3 janvier  | W15 Le Caire            | Terre battue | 15 000 $ | Sapfo Sakellaridi      | Anastasia Nefedova          | 7-5, 6-3       |
| 10 janvier | W25 Vero Beach          | Terre battue | 25 000 $ | Sophie Chang           | Vera Lapko                  | 6-1, 1-6, 6-2  |
| 10 janvier | W25 Bath                | Dur (int.)   | 25 000 $ | Caijsa Hennemann       | Eliz Maloney                | 6-1, 7-5       |
| 10 janvier | W25 Monastir            | Dur (ext.)   | 25 000 $ | Maja Chwalińska        | Carole Monnet               | 6-4, 6-4       |
| 10 janvier | W25 Blumenau-Gaspar     | Terre battue | 25 000 $ | Lena Papadakis         | Pia Lovrič                  | 6-1, 7-66      |
| 10 janvier | W25 Chiang Rai          | Dur (ext.)   | 25 000 $ | Annulé                 | Annulé                      | Annulé         |
| 10 janvier | W15 Antalya             | Terre battue | 15 000 $ | Hurricane Tyra Black   | Barbora Palicová            | 6-0, 6-4       |
| 10 janvier | W15 Le Caire            | Terre battue | 15 000 $ | Sapfo Sakellaridi      | Anastasia Zolotareva        | 7-5, 6-3       |
| 17 janvier | W60 Minneapolis         | Dur (int.)   | 60 000 $ | Annulé                 | Annulé                      | Annulé         |
| 17 janvier | W25 Florianópolis       | Dur (ext.)   | 25 000 $ | Elizabeth Mandlik      | Bárbara Gatica              | 6-0, 6-4       |
| 17 janvier | W25 Manacor             | Dur (ext.)   | 25 000 $ | Justina Mikulskytė     | Yuki Naito                  | 6-3, 6-3       |
| 17 janvier | W25 Monastir            | Dur (ext.)   | 25 000 $ | Han Na-lae             | Katherine Sebov             | 6-3, 6-2       |
| 17 janvier | W15 Le Caire            | Terre battue | 15 000 $ | Anastasia Zolotareva   | Sapfo Sakellaridi           | 1-6, 6-3, 6-2  |
| 17 janvier | W15 Cancún              | Dur (ext.)   | 15 000 $ | Hina Inoue             | María José Portillo Ramírez | 1-6, 6-3, 7-66 |
| 17 janvier | W15 Kazan               | Dur (int.)   | 15 000 $ | Polina Kudermetova     | Anastasia Kovaleva          | 6-0, 6-4       |
| 17 janvier | W15 Antalya             | Terre battue | 15 000 $ | Barbora Palicová       | Ilay Yörük                  | 6-3, 7-62      |
| 17 janvier | W15 Chiang Rai          | Dur (ext.)   | 15 000 $ | Annulé                 | Annulé                      | Annulé         |
| 24 janvier | W60 Andrézieux-Bouthéon | Dur (int.)   | 60 000 $ | Ana Bogdan             | Anna Blinkova               | 7-5, 6-3       |
| 24 janvier | W60 Orlando             | Dur (ext.)   | 60 000 $ | Zheng Qinwen           | Christina McHale            | 6-0, 6-1       |
| 24 janvier | W25 Loughborough        | Dur (int.)   | 25 000 $ | Sofia Nami Samavati    | Mariam Bolkvadze            | 6-2, 5-5 ab.   |
| 24 janvier | W25 Monastir            | Dur (ext.)   | 25 000 $ | Nigina Abduraimova     | Han Na-lae                  | 6-3, 6-2       |
| 24 janvier | W25 Le Caire            | Terre battue | 25 000 $ | Séléna Janicijevic     | Sinja Kraus                 | 7-5, 3-6, 6-3  |
| 24 janvier | W25 Manacor             | Dur (ext.)   | 25 000 $ | Yvonne Cavallé-Reimers | İpek Öz                     | 6-2, 6-2       |
| 24 janvier | W25 Florianópolis       | Dur (ext.)   | 25 000 $ | Elizabeth Mandlik      | Eva Vedder                  | 6-3, 6-4       |
| 24 janvier | W15 Cancún              | Dur (ext.)   | 15 000 $ | Stacey Fung            | Julie Belgraver             | 7-61, 7-5      |
| 24 janvier | W15 Antalya             | Terre battue | 15 000 $ | Ilay Yörük             | Claudia Hoste Ferrer        | 6-2, 6-3       |
| 24 janvier | W15 Chiang Rai          | Dur (ext.)   | 15 000 $ | Annulé                 | Annulé                      | Annulé         |
| 31 janvier | W60 Rome                | Dur (int.)   | 60 000 $ | Tatjana Maria          | Alycia Parks                | 6-4, 4-6, 6-2  |
| 31 janvier | W25 Charm el-Cheikh     | Dur (ext.)   | 25 000 $ | Lucrezia Stefanini     | Alexandra Cadanțu-Ignatik   | 6-2, 3-0 ab.   |
| 31 janvier | W25 Manacor             | Dur (ext.)   | 25 000 $ | Andrea Lázaro García   | Elsa Jacquemot              | 2-6, 7-62, 6-1 |
| 31 janvier | W25 Tucumán             | Terre battue | 25 000 $ | Brenda Fruhvirtová     | Carolina Alves              | 6-3, 6-3       |
| 31 janvier | W15 Cancún              | Dur (ext.)   | 15 000 $ | Julie Belgraver        | Miharu Imanishi             | 1-6, 6-3, 7-5  |
| 31 janvier | W15 Antalya             | Terre battue | 15 000 $ | Hurricane Tyra Black   | Ilay Yörük                  | 6-2, 4-6, 6-4  |
| 31 janvier | W15 Monastir            | Dur (ext.)   | 15 000 $ | Chiara Scholl          | Haruna Arakawa              | 6-2, 6-4       |

### Février
| Date       | Lieu du tournoi     | Surface         | Dotation | Vainqueur                 | Finaliste                 | Score           |
| ---------- | ------------------- | --------------- | -------- | ------------------------- | ------------------------- | --------------- |
| 7 février  | W60 Grenoble        | Dur (int.)      | 60 000 $ | Katie Boulter             | Anna Blinkova             | 7-62, 66-7, 6-2 |
| 7 février  | W25 Charm el-Cheikh | Dur (ext.)      | 25 000 $ | Alexandra Cadanțu-Ignatik | Marina Melnikova          | 0-6, 6-3, 6-3   |
| 7 février  | W25 Birmingham      | Dur (int.)      | 25 000 $ | Sonay Kartal              | Talia Neilson-Gatenby     | 5-7, 6-3, 6-2   |
| 7 février  | W25 Tucumán         | Terre battue    | 25 000 $ | Brenda Fruhvirtová        | Paula Ormaechea           | 6-3, 1-6, 6-4   |
| 7 février  | W25 Porto           | Dur (int.)      | 25 000 $ | Julia Grabher             | Maja Chwalińska           | 6-3, 62-7, 7-5  |
| 7 février  | W25 Cancún          | Dur (ext.)      | 25 000 $ | Darja Semeņistaja         | Lina Glushko              | 4-6, 7-65, 6-2  |
| 7 février  | W25 Canberra        | Dur (ext.)      | 25 000 $ | Asia Muhammad             | Priscilla Hon             | 6-7, 6-3, 6-2   |
| 7 février  | W15 Monastir        | Dur (ext.)      | 15 000 $ | Kristina Dmitruk          | Valentina Ryser           | 6-2, 6-1        |
| 7 février  | W15 Villena         | Dur (ext.)      | 15 000 $ | Jéssica Bouzas Maneiro    | Ashley Lahey              | 6-2, 6-1        |
| 7 février  | W15 Jhajjar         | Terre battue    | 15 000 $ | Anna Ureke                | Zeel Desai                | 6-4, 4-6, 6-4   |
| 7 février  | W15 Antalya         | Terre battue    | 15 000 $ | Séléna Janicijevic        | Angelica Moratelli        | 6-3, 6-2        |
| 14 février | W60 Altenkirchen    | Carpette (int.) | 60 000 $ | Greet Minnen              | Daria Snigur              | 6-4, 6-3        |
| 14 février | W25 Antalya         | Terre battue    | 25 000 $ | Wang Yafan                | Katharina Hobgarski       | 7-5, 6-3        |
| 14 février | W25 Glasgow         | Dur (int.)      | 25 000 $ | Sonay Kartal              | Barbora Palicová          | 7-65, 7-5       |
| 14 février | W25 Porto           | Dur (int.)      | 25 000 $ | Moyuka Uchijima           | Léolia Jeanjean           | 6-3, 6-1        |
| 14 février | W25 Cancún          | Dur (ext.)      | 25 000 $ | Linda Fruhvirtová         | Rebecca Marino            | 6-3, 6-4        |
| 14 février | W25 Canberra        | Dur (ext.)      | 25 000 $ | Asia Muhammad             | Arina Rodionova           | 6-1, 7-67       |
| 14 février | W15 Monastir        | Dur (ext.)      | 15 000 $ | Mana Ayukawa              | Radka Zelníčková          | 1-6, 6-1, 6-4   |
| 14 février | W15 Charm el-Cheikh | Dur (ext.)      | 15 000 $ | Hiromi Abe                | Alexandra Cadanțu-Ignatik | 6-2, 6-1        |
| 14 février | W15 Gurugram        | Dur (ext.)      | 15 000 $ | Punnin Kovapitukted       | Vaidehi Chaudhari         | 6-1, 6-2        |
| 21 février | W60 Astana          | Dur (int.)      | 60 000 $ | Anzhelika Isaeva          | Greet Minnen              | 6-4 0-0 ab.     |
| 21 février | W25 Saint-Domingue  | Dur (ext.)      | 25 000 $ | Katie Swan                | Sachia Vickery            | 6-4, 6-3        |
| 21 février | W25 Antalya         | Terre battue    | 25 000 $ | Réka Luca Jani            | Wang Yafan                | 6-4, 6-3        |
| 21 février | W25 Mâcon           | Dur (int.)      | 25 000 $ | Vitalia Diatchenko        | Cristiana Ferrando        | 6-4, 6-3        |
| 21 février | W15 Charm el-Cheikh | Dur (ext.)      | 15 000 $ | Cody Wong Hong-yi         | Mirra Andreeva            | 6-4, 6-1        |
| 21 février | W15 Monastir        | Dur (ext.)      | 15 000 $ | Haruna Arakawa            | Ayumi Morita              | Forfait         |
| 21 février | W15 Ahmedabad       | Terre battue    | 15 000 $ | Emily Seibold             | Zeel Desai                | 6-2, 6-1        |
| 28 février | W60 Arcadia         | Dur (ext.)      | 60 000 $ | Rebecca Marino            | Alycia Parks              | 7-60, 6-1       |
| 28 février | W25 Saint-Domingue  | Dur (ext.)      | 25 000 $ | Adriana Reami             | Joanne Zuger              | 6-3, 7-5        |
| 28 février | W25 Astana          | Dur (ext.)      | 25 000 $ | Anastasia Zakharova       | Mariia Tkacheva           | 6-3, 6-1        |
| 28 février | W25 Bendigo         | Dur (ext.)      | 25 000 $ | Asia Muhammad             | Olivia Gadecki            | 6-2, 6-4        |
| 28 février | W25 Guayaquil       | Dur (ext.)      | 25 000 $ | Tessah Andrianjafitrimo   | Hanna Chang               | 6-2, 6-4        |
| 28 février | W25 Joué-lès-Tours  | Dur (int.)      | 25 000 $ | Magali Kempen             | Nastasja Schunk           | 6-3, 6-4        |
| 28 février | W15 Charm el-Cheikh | Dur (ext.)      | 15 000 $ | Polina Iatcenko           | Darya Shauha              | Forfait         |
| 28 février | W15 Antalya         | Terre battue    | 15 000 $ | Rosa Vicens Mas           | Dejana Radanović          | 6-4, 5-7, 6-1   |
| 28 février | W15 Monastir        | Dur (ext.)      | 15 000 $ | Julia Terziyska           | Kathleen Kanev            | 5-7, 7-5, 6-1   |
| 28 février | W15 Nagpur          | Terre battue    | 15 000 $ | Sahaja Yamalapalli        | Emily Seibold             | 6-5 ab.         |

### Mars
| Date    | Lieu du tournoi       | Surface             | Dotation | Vainqueur              | Finaliste              | Score             |
| ------- | --------------------- | ------------------- | -------- | ---------------------- | ---------------------- | ----------------- |
| 7 mars  | W60+H Irapuato        | Dur (ext.)          | 60 000 $ | Zhu Lin                | Rebecca Marino         | 6-4, 6-1          |
| 7 mars  | W25 Antalya           | Terre battue        | 25 000 $ | Petra Marčinko         | Carole Monnet          | 6-4, 6-1          |
| 7 mars  | W25 Salinas           | Dur (ext.)          | 25 000 $ | Bárbara Gatica         | Suzan Lamens           | 6-4, 7-62         |
| 7 mars  | W25 Bendigo           | Dur (ext.)          | 25 000 $ | Jaimee Fourlis         | Olivia Gadecki         | 6-3, 0-0 ab.      |
| 7 mars  | W15 Monastir          | Dur (ext.)          | 15 000 $ | Céline Naef            | Lara Schmidt           | 3-6, 6-2, 7-5     |
| 7 mars  | W15 Naples            | Terre battue        | 15 000 $ | Madison Sieg           | Samantha Crawford      | 6-2, 1-0 ab.      |
| 7 mars  | W15+H Amiens          | Terre battue (int.) | 15 000 $ | Lucie Nguyen Tan       | Nicole Rivkin          | 6-4, 7-5          |
| 7 mars  | W15 Charm el-Cheikh   | Dur (ext.)          | 15 000 $ | Mariia Tkacheva        | Cody Wong Hong-yi      | 3-6, 6-3, 6-3     |
| 14 mars | W25 Anapoima          | Terre battue        | 25 000 $ | Marina Melnikova       | Paula Ormaechea        | 6-2, 6-1          |
| 14 mars | W25 Antalya           | Terre battue        | 25 000 $ | Petra Marčinko         | Elisabetta Cocciaretto | 1-6, 6-4, 6-4     |
| 14 mars | W15 Palma Nova        | Terre battue        | 15 000 $ | Guiomar Maristany      | Solana Sierra          | 6-3, 6-2          |
| 14 mars | W15 Charm el-Cheikh   | Dur (ext.)          | 15 000 $ | Elena-Teodora Cadar    | Eudice Chong           | 7-5, 6-3          |
| 14 mars | W15 Monastir          | Dur (ext.)          | 15 000 $ | Sakura Hosogi          | Manon Léonard          | 6-3, 6-3          |
| 14 mars | W15 Marrakech         | Terre battue        | 15 000 $ | Eleonora Alvisi        | Clervie Ngounoue       | 6-3, 6-1          |
| 14 mars | W15 Gonesse           | Terre battue (int.) | 15 000 $ | Lara Salden            | Sofia Samavati         | 6-2, 7-66         |
| 14 mars | W15 Oxford            | Terre battue        | 15 000 $ | Annulé                 | Annulé                 | Annulé            |
| 21 mars | W60 Canberra          | Terre battue        | 60 000 $ | Moyuka Uchijima        | Olivia Gadecki         | 6-2, 6-2          |
| 21 mars | W25 Medellín          | Terre battue        | 25 000 $ | Suzan Lamens           | Ylena In-Albon         | 6-4, 6-2          |
| 21 mars | W25 Le Havre          | Terre battue (int.) | 25 000 $ | Tamara Korpatsch       | Anna Blinkova          | 3-6, 6-2, 6-2     |
| 21 mars | W15 Marrakech         | Terre battue        | 15 000 $ | Carlota Martínez Círez | Chantal Sauvant        | 6-2, 6-0          |
| 21 mars | W15 Monastir          | Dur (ext.)          | 15 000 $ | Sakura Hosogi          | Emily Welker           | 3-6, 6-2, 6-1     |
| 21 mars | W15 Charm el-Cheikh   | Dur (ext.)          | 15 000 $ | Mariia Tkacheva        | Liu Fangzhou           | 7-5, 6-3          |
| 21 mars | W15 Palma Nova        | Terre battue        | 15 000 $ | Jéssica Bouzas Maneiro | Yvonne Cavallé-Reimers | 6-4, 6-1          |
| 21 mars | W15 Antalya           | Terre battue        | 15 000 $ | Lisa Pigato            | İlay Yörük             | 6-2, 3-6, 3-1 ab. |
| 28 mars | W60 Croissy-Beaubourg | Dur (int.)          | 60 000 $ | Linda Nosková          | Léolia Jeanjean        | 6-3, 6-4          |
| 28 mars | W60 Pretoria          | Dur (ext.)          | 60 000 $ | Anastasia Tikhonova    | Lina Glushko           | 5-7, 6-3, 6-3     |
| 28 mars | W60 Canberra          | Terre battue        | 60 000 $ | Jang Su-jeong          | Yuki Naito             | 63-7, 6-1, 6-4    |
| 28 mars | W15 Monastir          | Dur (ext.)          | 15 000 $ | Sakura Hosogi          | Joanna Garland         | 6-4, 1-6, 6-3     |
| 28 mars | W15 Charm el-Cheikh   | Dur (ext.)          | 15 000 $ | Lee Pei-chi            | Lee Ya-hsuan           | 6-4, 66-7, 6-3    |
| 28 mars | W15 Antalya           | Terre battue        | 15 000 $ | Sapfo Sakellaridi      | Deborah Chiesa         | 6-4, 6-3          |

### Avril
| Date     | Lieu du tournoi     | Surface      | Dotation  | Vainqueur                                                     | Finaliste                                                     | Score                                                         |
| -------- | ------------------- | ------------ | --------- | ------------------------------------------------------------- | ------------------------------------------------------------- | ------------------------------------------------------------- |
| 4 avril  | W80 Oeiras          | Terre battue | 80 000 $  | Elisabetta Cocciaretto                                        | Viktoriya Tomova                                              | 7-65, 2-6, 7-5                                                |
| 4 avril  | W25 Pretoria        | Dur (ext.)   | 25 000 $  | Tournoi non terminé en raisons des conditions météorologiques | Tournoi non terminé en raisons des conditions météorologiques | Tournoi non terminé en raisons des conditions météorologiques |
| 4 avril  | W25 Chiang Rai      | Dur (ext.)   | 25 000 $  | Alexandra Eala                                                | Luksika Kumkhum                                               | 6-4, 6-2                                                      |
| 4 avril  | W25 Kazan           | Dur (ext.)   | 25 000 $  | Annulé                                                        | Annulé                                                        | Annulé                                                        |
| 4 avril  | W15 Antalya         | Terre battue | 15 000 $  | Mirra Andreeva                                                | Martina Colmegna                                              | 6-7, 6-0, 6-2                                                 |
| 4 avril  | W15 Charm el-Cheikh | Dur (ext.)   | 15 000 $  | Liu Fangzhou                                                  | Yang Yidi                                                     | 6-2, 7-65                                                     |
| 4 avril  | W15 Monastir        | Dur (ext.)   | 15 000 $  | Joanna Garland                                                | Rebeka Stolmár                                                | 7-5, 6-1                                                      |
| 11 avril | W100 Palm Harbor    | Terre battue | 100 000 $ | Katie Volynets                                                | Wang Xiyu                                                     | 6-4, 6-3                                                      |
| 11 avril | W60 Bellinzone      | Terre battue | 60 000 $  | Raluca Șerban                                                 | Ekaterine Gorgodze                                            | 6-3, 6-0                                                      |
| 11 avril | W25 Pula            | Terre battue | 60 000 $  | Eva Vedder                                                    | Lina Gjorcheska                                               | 6-2, 6-3                                                      |
| 11 avril | W25 Chiang Rai      | Dur (ext.)   | 25 000 $  | Luksika Kumkhum                                               | Peangtarn Plipuech                                            | 6-3, 6-3                                                      |
| 11 avril | W25+H Calvi         | Dur (ext.)   | 25 000 $  | Léolia Jeanjean                                               | Tessah Andrianjafitrimo                                       | 6-2, 6-2                                                      |
| 11 avril | W25 Oeiras          | Terre battue | 25 000 $  | Diana Shnaider                                                | Martina Di Giuseppe                                           | 6-4, 6-2                                                      |
| 11 avril | W25 Nottingham      | Dur (ext.)   | 25 000 $  | Eudice Chong                                                  | Jana Fett                                                     | 6-2, 0-0 ab.                                                  |
| 11 avril | W25 San Luis Potosí | Terre battue | 25 000 $  | Annulé                                                        | Annulé                                                        | Annulé                                                        |
| 11 avril | W15 Monastir        | Dur (ext.)   | 15 000 $  | Angelica Raggi                                                | Francesca Curmi                                               | 6-3, 3-6, 7-5                                                 |
| 11 avril | W15 Le Caire        | Terre battue | 15 000 $  | Antonia Schmidt                                               | Giulia Crescenzi                                              | 6-4, 66-7, 7-64                                               |
| 11 avril | W15 Antalya         | Terre battue | 15 000 $  | Mirra Andreeva                                                | Silvia Ambrosio                                               | 7-5, 6-2                                                      |
| 18 avril | W60 Charlottesville | Terre battue | 60 000 $  | Louisa Chirico                                                | Wang Xiyu                                                     | 6-4, 6-3                                                      |
| 18 avril | W60 Chiasso         | Terre battue | 60 000 $  | Lucia Bronzetti                                               | Simona Waltert                                                | 2-6, 6-3, 6-3                                                 |
| 18 avril | W25 Pula            | Terre battue | 25 000 $  | Camilla Rosatello                                             | Ekaterina Reyngold                                            | 6-3, 6-4                                                      |
| 18 avril | W25 Orlando         | Terre battue | 25 000 $  | Mirjam Björklund                                              | Alexandra Cadanțu-Ignatik                                     | 6-3, 6-4                                                      |
| 18 avril | W25 Monastir        | Dur (ext.)   | 25 000 $  | Zhu Lin                                                       | Victoria Mboko                                                | 6-1, 4-6, 6-4                                                 |
| 18 avril | W25 Nottingham      | Dur (ext.)   | 25 000 $  | Eden Silva                                                    | Robin Montgomery                                              | 6-4, 6-4                                                      |
| 18 avril | W15 Piracicaba      | Terre battue | 15 000 $  | Bianca Behúlová                                               | Jana Kolodynska                                               | 2-6, 6-1, 6-4                                                 |
| 18 avril | W15 Antalya         | Terre battue | 15 000 $  | Julia Middendorf                                              | Victoria Kan                                                  | 6-1, 4-1 ab.                                                  |
| 18 avril | W15 Le Caire        | Terre battue | 15 000 $  | Anastasia Zolotareva                                          | Emily Welker                                                  | 7-5, 6-3                                                      |
| 18 avril | W15 Shymkent        | Terre battue | 15 000 $  | Diana Shnaider                                                | Ekaterina Maklakova                                           | 6-2, 7-5                                                      |
| 18 avril | W15 Chiang Rai      | Dur (ext.)   | 15 000 $  | Luksika Kumkhum                                               | Talia Gibson                                                  | 6-0, 6-1                                                      |
| 25 avril | W100 Charleston     | Terre battue | 100 000 $ | Taylor Townsend                                               | Wang Xiyu                                                     | 6-3, 6-2                                                      |
| 25 avril | W80 Cagnes-sur-Mer  | Terre battue | 80 000 $  | Annulé                                                        | Annulé                                                        | Annulé                                                        |
| 25 avril | W60 Zagreb          | Terre battue | 60 000 $  | Jule Niemeier                                                 | Réka Luca Jani                                                | 6-2, 6-2                                                      |
| 25 avril | W60 Istanbul        | Terre battue | 60 000 $  | Diana Shnaider                                                | Nikola Bartůňková                                             | 7-5, 7-5                                                      |
| 25 avril | W25 Pula            | Terre battue | 25 000 $  | Arantxa Rus                                                   | Marie Benoît                                                  | 6-4, 6-4                                                      |
| 25 avril | W25 Monastir        | Dur (ext.)   | 25 000 $  | Nigina Abduraimova                                            | Yvonne Cavallé-Reimers                                        | 3-6, 6-2, 6-2                                                 |
| 25 avril | W25 Le Caire        | Terre battue | 25 000 $  | Anastasia Zolotareva                                          | Séléna Janicijevic                                            | 7-65, 7-64                                                    |
| 25 avril | W15 Antalya         | Terre battue | 15 000 $  | Ksenia Laskutova                                              | Inês Murta                                                    | 6-3, 2-6, 6-4                                                 |
| 25 avril | W15 Shymkent        | Terre battue | 15 000 $  | Tatiana Prozorova                                             | Zhibek Kulambayeva                                            | 6-2, 6-4                                                      |
| 25 avril | W15 Chiang Rai      | Dur (ext.)   | 15 000 $  | Ma Yexin                                                      | Haruna Arakawa                                                | 6-4, 6-1                                                      |
| 25 avril | W15 São Paulo       | Terre battue | 15 000 $  | Martina Capurro Taborda                                       | Nadine Keller                                                 | 6-1, 6-3                                                      |

### Mai
| Date  | Lieu du tournoi            | Surface      | Dotation  | Vainqueur               | Finaliste               | Score          |
| ----- | -------------------------- | ------------ | --------- | ----------------------- | ----------------------- | -------------- |
| 2 mai | W100 Bonita Springs        | Terre battue | 100 000 $ | Gabriela Lee            | Katarzyna Kawa          | 6-1, 6-3       |
| 2 mai | W100 Wiesbaden             | Terre battue | 100 000 $ | Danka Kovinić           | Nastasja Schunk         | 6-3, 7-60      |
| 2 mai | W60 Prague                 | Terre battue | 60 000 $  | Maja Chwalińska         | Ekaterine Gorgodze      | 7-5, 6-3       |
| 2 mai | W60 Koper                  | Terre battue | 60 000 $  | Kathinka von Deichmann  | Andrea Lázaro García    | 3-6, 6-3, 6-2  |
| 2 mai | W25 Split                  | Terre battue | 25 000 $  | Anastasia Kulikova      | Yuki Naito              | 7-64, 6-1      |
| 2 mai | W25 Nottingham             | Dur (ext.)   | 25 000 $  | Sonay Kartal            | Danielle Lao            | 6-1, 6-0       |
| 2 mai | W25 Monastir               | Dur (ext.)   | 25 000 $  | Adithya Karunaratne     | Sakura Hosogi           | 6-3, 6-3       |
| 2 mai | W25+H Tossa de Mar         | Carpette     | 25 000 $  | Rosa Vicens Mas         | Isabella Kruger         | 7-5, 6-3       |
| 2 mai | W25 Daytona Beach          | Terre battue | 25 000 $  | Katrina Scott           | Reese Brantmeier        | 6-2, 6-4       |
| 2 mai | W25 Pula                   | Terre battue | 25 000 $  | Sára Bejlek             | Weronika Falkowska      | 7-64, 6-1      |
| 2 mai | W25 Bastad                 | Terre battue | 25 000 $  | İpek Öz                 | Irina Khromacheva       | 7-64, 6-1      |
| 2 mai | W15 Antalya                | Terre battue | 15 000 $  | Rina Saigo              | Daria Ladikova          | 6-3, 6-0       |
| 2 mai | W15 Le Caire               | Terre battue | 15 000 $  | Yang Ya-yi              | Melanie Klaffner        | 6-3, 6-3       |
| 2 mai | W15 Curitiba               | Terre battue | 15 000 $  | Bianca Behúlová         | Martina Capurro Taborda | 6-4, 7-62      |
| 9 mai | W100+H La Bisbal d'Empordà | Terre battue | 100 000 $ | Wang Xinyu              | Erika Andreeva          | 3-6, 7-60, 6-0 |
| 9 mai | W60 Saint-Gaudens          | Terre battue | 60 000 $  | Ylena In-Albon          | Carolina Alves          | 4-6, 6-4, 6-3  |
| 9 mai | W25 Varberg                | Terre battue | 25 000 $  | Sofia Samavati          | Malene Helgø            | 1-6, 6-1, 6-4  |
| 9 mai | W25 Pula                   | Terre battue | 25 000 $  | Darja Semeņistaja       | Irina Khromacheva       | 6-4, 4-6, 6-1  |
| 9 mai | W25 Sarasota               | Terre battue | 25 000 $  | Elizabeth Halbauer      | Ashlyn Krueger          | 7-5, 6-2       |
| 9 mai | W25 Nottingham             | Dur (ext.)   | 25 000 $  | Sonay Kartal            | Joanna Garland          | 6-3, 6-1       |
| 9 mai | W25 Osijek                 | Terre battue | 25 000 $  | Dominika Šalková        | Antonia Ružić           | 6-1, 6-2       |
| 9 mai | W15 São Paulo              | Terre battue | 15 000 $  | Martina Capurro Taborda | Noelia Zeballos         | 2-6, 6-3, 6-0  |
| 9 mai | W15 Monastir               | Dur (ext.)   | 15 000 $  | Liu Fangzhou            | Ayumi Koshiishi         | 6-4, 7-5       |
| 9 mai | W15 Cancún                 | Dur (ext.)   | 15 000 $  | Jéssica Hinojosa Gómez  | Rachel Gailis           | 6-4, 6-4       |
| 9 mai | W15 Héraklion              | Terre battue | 15 000 $  | Tilwith Di Girolami     | Michaela Laki           | 6-1, 6-4       |
| 9 mai | W15 Le Caire               | Terre battue | 15 000 $  | Noma Noha Akugue        | Yang Ya-yi              | 6-1, 6-1       |
| 9 mai | W15 Antalya                | Terre battue | 15 000 $  | Valeriya Yushchenko     | Yana Karpovich          | 6-2, 6-4       |

### Juin
| Date | Lieu du tournoi | Surface | Dotation | Vainqueur | Finaliste | Score |
| ---- | --------------- | ------- | -------- | --------- | --------- | ----- |

### Juillet
| Date | Lieu du tournoi | Surface | Dotation | Vainqueur | Finaliste | Score |
| ---- | --------------- | ------- | -------- | --------- | --------- | ----- |

### Août
| Date | Lieu du tournoi | Surface | Dotation | Vainqueur | Finaliste | Score |
| ---- | --------------- | ------- | -------- | --------- | --------- | ----- |

### Septembre
| Date | Lieu du tournoi | Surface | Dotation | Vainqueur | Finaliste | Score |
| ---- | --------------- | ------- | -------- | --------- | --------- | ----- |

### Octobre
| Date | Lieu du tournoi | Surface | Dotation | Vainqueur | Finaliste | Score |
| ---- | --------------- | ------- | -------- | --------- | --------- | ----- |

### Novembre
| Date | Lieu du tournoi | Surface | Dotation | Vainqueur | Finaliste | Score |
| ---- | --------------- | ------- | -------- | --------- | --------- | ----- |

### Décembre
| Date | Lieu du tournoi | Surface | Dotation | Vainqueur | Finaliste | Score |
| ---- | --------------- | ------- | -------- | --------- | --------- | ----- |